# Ove Andersen
Ove Andersen (Kymi, 2 augustus 1899 – Lahti, 13 januari 1967) was een Finse atleet, die gespecialiseerd was in de 3000 m steeplechase.
Op de Olympische Spelen van 1928 in Amsterdam vertegenwoordigde hij Finland bij de 3000 m steeplechase. Met een tijd van 9.35,6 won hij een bronzen medaille en eindigde hiermee achter zijn landgenoten Toivo Loukola (goud; 9.21,7) en Paavo Nurmi (zilver; 9.31,2).
In zijn actieve tijd was hij aangesloten bij Lahden Urheilijat.

## Persoonlijk record
| Onderdeel           | Prestatie | Datum           | Plaats    |
| ------------------- | --------- | --------------- | --------- |
| 3000 m steeplechase | 9.35,6    | 4 augustus 1928 | Amsterdam |

## Palmares

### 3000 m steeplechase
- 1925:  Fins kampioenschap
- 1928:  OS - 9.35,6

### 5000 m
- 1925:  Fins kampioenschap